# Hradová
Hradová je zrušená národní přírodní rezervace na Slovensku. Nacházela se v katastrálním území obce Tisovec v okrese Rimavská Sobota v Banskobystrickém kraji. Území bylo vyhlášeno 1984 s rozlohou 127,47 hektaru. Národní přírodní rezervace byla k 1. říjnu 2022 zrušena a stala se součástí zón národního parku Muráňská planina.